# Ganelão
Ganelão, ou ainda Galalão, (em francês Ganelon, em italiano Gano di Maganza) é um personagem do ciclo literário da Matéria de França. Ganelão é o principal vilão do poema épico francês A Canção de Rolando, em que aparece como cavaleiro a serviço do rei franco Carlos Magno. Nessa obra, escrita no século XII, Ganelão é cunhado do rei e padrasto de Rolando, sobrinho e principal paladino do rei.
Na Canção, Ganelão trai Rolando e leva à sua morte e dos outros paladinos de Carlos Magno ao causar a Batalha de Roncesvales. O ódio de Ganelão a Rolando nasce quando este sugere que Ganelão embarque na missão quase suicida de ser embaixador ante o rei mouro de Saragoça, Marsílio. Na corte de Marsílio, Ganelão convence o rei a atacar a retaguarda do exército franco. Ao voltar com os francos, Ganelão induz Rolando e os outros doze pares de França a comandar a retaguarda, que é então atacada junto à localidade pirenaica de Roncesvales por um gigantesco exército muçulmano. No ataque morrem Rolando, Oliveiros, o arcebispo Turpim e outros cavaleiros francos valorosos.
Carlos Magno então retorna à Península Ibérica e vinga-se dos mouros, conquistando Saragoça. A traição de Ganelão é descoberta e ele é levado preso a Aquisgrão, para ser julgado. O campeão de Ganelão, Pinabel, defende-o afirmando que ele havia traído Rolando, mas não o rei, desafiando qualquer um que afirmasse outra coisa. Pinabel é desafiado por Thierry, que vence-o em combate graças à ajuda divina. Ganelão é então executado de forma cruel: seus membros são atados a quatro cavalos, que o esquartejam vivo.
Ganelão aparece em outras obras do chamado ciclo carolíngio da Matéria de França, como os poemas épicos renascentistas italianos Morgante, de Luigi Pulci, e Orlando enamorado, de Matteo Maria Boiardo. Na Divina Comédia (século XIV) de Dante, Ganelão é retratado a padecer no Cócito, um rio do Inferno reservado aos traidores.